# August von Asbrand-Porbeck
August Ludwig Asbrand genannt von Porbeck (* 9. August 1811 in Rastatt; † 4. März 1863 in Gernsbach) war ein deutscher Verwaltungsbeamter.

## Leben
Asbrand wurde als Sohn des badischen Majors August Christian Ferdinand Asbrand und dessen Ehefrau Luise von Porbeck geboren. August Asbrand studierte Rechtswissenschaften an der Ruprecht-Karls-Universität Heidelberg. 1831 wurde er Mitglied des Corps Suevia Heidelberg. 
1834 wurde er vom Onkel seiner Mutter, Otto von Porbeck, adoptiert und führte den Namen Asbrand, genannt von Porbeck. 1835 wurde er als Rechtspraktikant in den badischen Staatsdienst aufgenommen und 1838 zeichnete er zusammen mit dem Regierungsdirektor des Oberrheinkreises, Friedrich von Reck, verantwortlich für die Feuer Polizei-Ordnung für die Großherzogliche Badische Hauptstadt Freiburg. 1840 wurde er als Rechtsassessor von Karlsruhe an das Oberamt Rastatt versetzt. 
1841 heiratete er Luise Thilo, die Tochter des Hofgerichtsdirektors Wilhelm Thilo. 1842 und 1844 wurden die Töchter Pauline (⚭ Ernst von Bergmann) und Karoline geboren, 1846 der Sohn Viktor.
1849 wurde er zum Amtmann und Amtsvorstand des Bezirksamts Schopfheim ernannt. 1854 wurde er zum Oberamtmann befördert. Ein Jahr später gründete er mit dem örtlichen Dekan in Schopfheim einen der ersten Frauenvereine im Großherzogtum Baden. Im Vorfeld der Feiern zum 100. Geburtstag des Dichters Johann Peter Hebel am 10. Mai 1860 wurde in Schopfheim ein Hebel-Komitee gegründet. Porbeck übernahm den Vorsitz des Vorstands und bemühte sich auch um eine Koordination mit dem Hebel-Komitee in Schwetzingen, wo Mittel für ein angemessenes Hebel-Grabmal gesammelt wurden. Seine Tätigkeit trug dazu bei, dass in Schopfheim auf der Hebelhöhe ein Denkmal für den Dichter errichtet und eine Hebelstiftung errichtet wurde.
Von 1860 bis zu seinem Tod 1863 war er Amtsvorstand des Bezirksamts Gernsbach.